# Магеррамов, Мамед Гаджи Байрам оглы
Мамед Гаджи Байрам оглы Магеррамов (азерб. Məhəmməd Hacı Bayram oğlu Məhərrəmov; 1895, Камарлу, Эриванская губерния — 1982, Париж) — азербайджанский политический и государственный деятель и деятель азербайджанской эмиграции. Представитель Эриванской губернии в Учредительном собрании России. Член мусульманской фракции Закавказского сейма, Национального совета Азербайджана и парламента АДР, секретарь социалистической фракции парламента АДР. Участвовал в Парижской мирной конференции. После установления советской власти остался в Париже, участвовал в движении «Прометей», стал членом Азербайджанского национального центра и казначеем этого учреждения.

## Биография
Мамед Магеррамов родился в 1886 году в селе Камарлу Эриванской губернии в семье купца Гаджи Байрама Магеррамова. Окончил Эриванскую гимназию и с юных лет был известен как один из видных представителей азербайджанцев Эривани. Учился на медицинском факультете Императорского Санкт-Петербургского университета. Позже продолжил образование в Императорском Московском университете.
После февральской революции Магеррамов, не закончив образования, переезжает в Тифлис, где вступает в социал-демократическую партию «Гуммет». В ноябре 1917 года был избран в Учредительное собрание России в качестве представителя Эриванской губернии. Был членом Закавказского сейма и одним из подписантов Декларации независимости 28 мая 1918 года. 19 ноября 1918 года Национальный совет Азербайджана включил Магеррамова в состав парламента Азербайджанской Демократической Республики без выборов. Магеррамов вошёл в состав мусульманской фракции социалистов и был избран членом бюджетно-финансовой комиссии. 28 декабря 1918 года на совместном заседании правительства Азербайджана при Совете старейшин парламента, он был назначен советником азербайджанской делегации на Парижской мирной конференции.
В апреле 1920 года, после установления советского контроля над Азербайджаном, эмигрировал в Париж. Принимал активное участие в работе делегаций кавказских народов в Париже. Был активистом движения «Прометей». Получил высшее экономическое образование в Сорбонне. Работал в банке с 1927 года. В 1929—1939 годах работал членом Азербайджанского национального центра и его казначеем. Позже он открыл букинистическую лавку французской литературы XVIII—XIX веков. Он принял французское гражданство в 1948 году.
В 1960-е годы он передал в дар бывшей Ленинской библиотеке в Москве редкий комплект журнала «Колокол», издававшегося Герценом в Лондоне, и редкую антологию этого же автора, изданную в Швейцарии, бывшей ленинской библиотеке в Москве, за что был удостоен специальной премии «Дружба». Он посетил Баку в 1972 и 1975 годах и передал в дар музеям и библиотекам города ценные материалы, связанные с азербайджанской культурой.
В начале 20-х годов прошлого века Магеррамов отошел от политической деятельности и открыл собственное дело. Владел небольшим магазином в Париже. В 1929—1939 годах был членом Азербайджанского национального центра и его казначеем. Позже Магеррамов стал более известен как антиквар. Он даже подарил редкий набор журнала Герцена «Колокол», издаваемый в Лондоне и редкий сборник того же автора, изданный в Швейцарии, бывшей Ленинской библиотеке в Москве в 1960-х годах, за что получил специальную награду Союза советских обществ дружбы и культурной связи с зарубежными странами. Магеррамов был последним выжившим членом азербайджанской делегации, выехавшим из Стамбула в Париж в апреле 1919 года.
По словам Рамиза Абуталыбова, Мамед Магеррамов умер в Париже в 1982 году в возрасте 87 лет.

## Память
В 2016 году в фильме «Вечная миссия» об азербайджанской делегации, отправившейся на Парижскую мирную конференцию, был представлен и образ Мамеда Магеррамова. Режиссёр фильма Таир Алиев исполнил его роль в картине.